# Torremolinos 73 - Ma tu lo faresti un film porno?
Torremolinos 73 - Ma tu lo faresti un film porno? (Torremolinos 73) è un film del 2003 scritto e diretto da Pablo Berger. Il titolo del film è un riferimento sia all'anno in cui è ambientata la vicenda, sia alla città spagnola in cui il protagonista del film gira quello che dovrebbe essere il suo debutto cinematografico.

## Trama
Spagna, 1973: a causa della scarsissima richiesta delle enciclopedie che vende, Alfredo Lopez viene invitato dal suo principale a seguire, insieme ai suoi colleghi e sua moglie Carmen, un corso di aggiornamento indetto da una società del Nord Europa. Ma Alfredo e i suoi colleghi si trovano davanti a qualcosa di inaspettato: gli viene fatta una proposta che consiste nel girare una serie di cortometraggi a sfondo sessuale sulla vita di coppia, materiale da inserire poi in un'enciclopedia da vendere nel mercato del nord. I problemi finanziari che stanno attraversando costringono Alfredo e Carmen ad accettare questa balorda richiesta.
Muniti di una videocamera, i due coniugi iniziano così a girare diversi video amatoriali che riscuotono immediatamente un incredibile successo, generando un gran benessere economico alla famiglia Lopez. Ma quello che Alfredo e la moglie non sanno è che la fantomatica enciclopedia nordica non esiste e i loro filmini finiscono nel circuito pornografico, creando loro grande imbarazzo. Intanto Alfredo, appassionatosi alla regia grazie alla visione dei film di Ingmar Bergman, realizza il sogno di girare un film vero e proprio, con protagonista Carmen e Magnus, uno sconosciuto attore danese, raccomandato dalla produzione (nordica) del suo film. Ma ancora una volta i coniugi Lopez sono stati presi in giro: il sogno di dirigere una pellicola d'autore cede il passo alla volontà dei produttori di dirigere un film a luci rosse, vista la presenza di Carmen, divenuta, a sua insaputa, una vera e propria stella del porno nel Nord Europa.

## Colonna sonora
- Mamy Blue e Dancing In the Sun, scritte da Hubert Giraud, cantate dai Los Pop Tops.
- I Love You Baby e Help, scritte da Daniel Vangarde, cantate dai Tony Ronald.
- Eva María, scritta da Pablo Herrero Ibarz & José Luis Armenteros, cantata dai Formula V.
- Eres tú, scritta da Juan Carlos Calderón, cantata dai Mocedades.
- Carmen, scritta da Catalá Yuste, cantata da Trebol.

## Distribuzione
Il film uscì nelle sale italiane il 6 marzo 2006.

## Citazioni e riferimenti ad altre pellicole[1]
- Alfredo si appassiona di cinema grazie alle opere di Ingmar Bergman; durante il film vede più volte in tv Il settimo sigillo.
- Nel film vengono citati alcuni famosi film spagnoli: Adiós, cigüeña, adiós (film che Alfredo e Carmen vanno a vedere al cinema), Lo verde empieza en los Pirineos, Ultimo tango a Parigi e Due ragazzi da marciapiede.